# Ofer-gevangenis

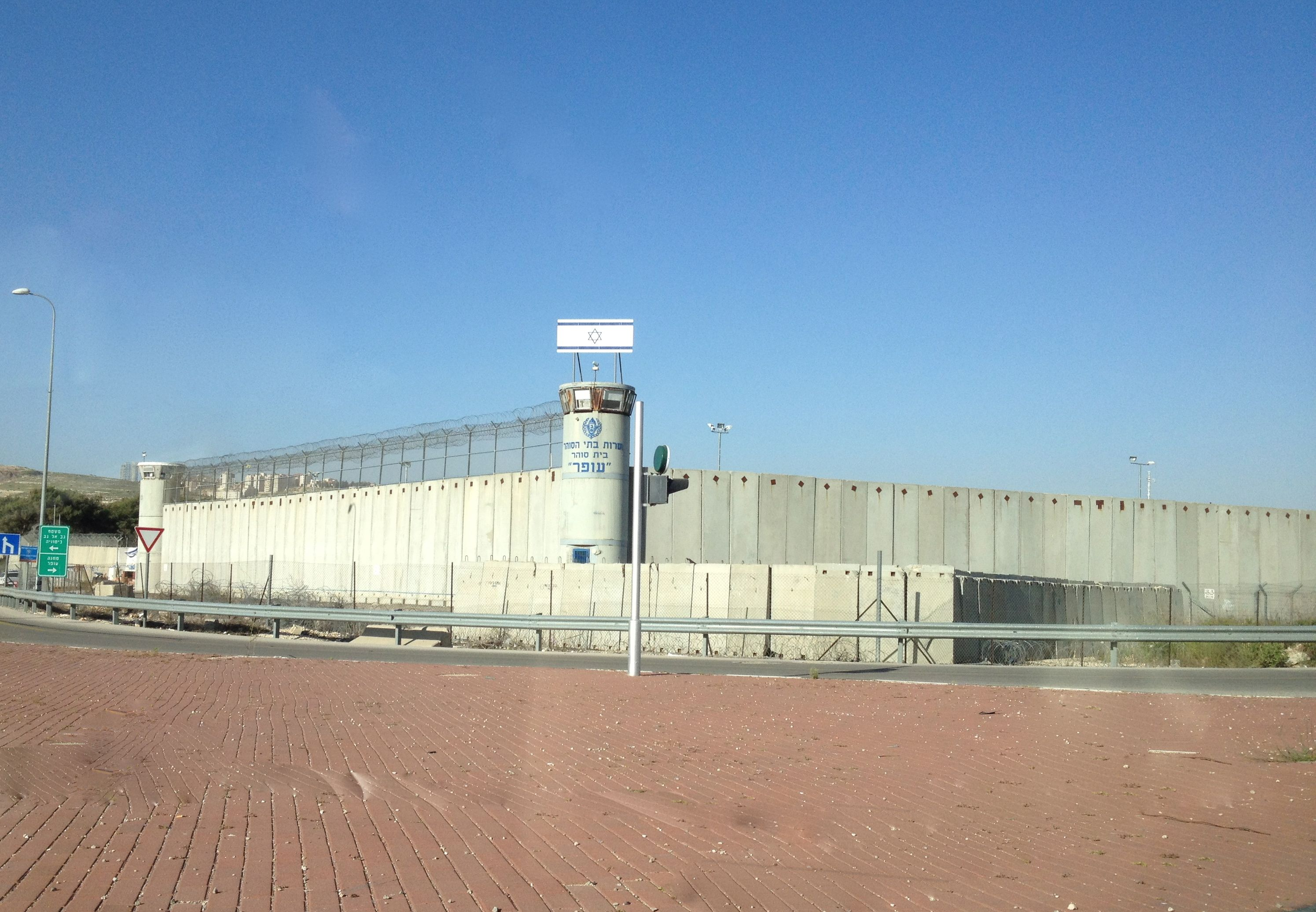

De Ofer-gevangenis of / (Hebreeuws: כלא עופר, Kele Ofer'; Engels Ofer Prison), officieel genaamd Incarceration Facility 385 (מתקן כליאה 385), is een Israëlische militaire gevangenis gevestigd op een legerbasis op de bezette Westelijke Jordaanoever, tussen Ramallah/Beitunia en de Israëlische nederzetting Giv'at Ze'ev ten noorden van Jeruzalem. Er zijn tevens militaire rechtbanken gevestigd, waar Palestijnen uit de bezette gebieden worden berecht. Deze gevangenis met vrijwel uitsluitend Palestijnse gevangenen heeft eenzelfde karakter als de ten noorden van Jenin in Israël gelegen Megiddo-gevangenis en de Ketziot-gevangenis in de Negev. Ofer wordt beheerd door het Militaire Politie (MP) Corps van de IDF  en heeft een gevangenis en een militaire rechtbank. . 
Hoewel de Ofergevangenis op de Westelijke Jordaanoever ligt, in bezet gebied, wordt het door Israël beschouwd als binnen Israël gelegen. Het toegangshek ligt namelijk achter de Israëlische Muur en families moeten voor een bezoek toestemming krijgen via het Internationaal Comité van het Rode Kruis (ICRC), wat betekent dat je een gevangenis in Israël gaat bezoeken.

## Oprichting
De militaire basis Ofer werd in december 1968, ruim een half jaar na de Zesdaagse Oorlog van 1967 en de bezetting van de Westoever (Westelijke Jordaanoever), gevestigd op de locatie van een voormalig legerkamp van Jordanië. Hij is vernoemd naar luitenant-kolonel Zvi Ofer, die dat jaar in een gevecht werd gedood. De basis bevindt zich enkele kilometers zuidelijk van Ramallah.
In 1988 werd deze gevangenis op de Israëlische legerbasis gebouwd tijdens de Eerste Intifada, die in 1987 was begonnen. Na de Oslo-akkoorden van 1993-1995 en de daling daarna van het aantal gevangenen werd de gevangenis gesloten en werden de gedetineerden overgebracht naar de Megiddo-gevangenis in Israël. In 2002 werd hij weer in gebruik genomen in het kader van de militaire 'Operation Defensive Shield' tijdens de Tweede Intifada. Tot 2008 werden de gevangenen gehuisvest in tenten. Na een brand werd een cellencomplex gebouwd. Sinds oktober 2006 wordt de gevangenis beheerd door de Israel Prison Service (IPS).
In Israël bestaat een tweeledig wettelijk systeem, gebaseerd op nationaliteit: Israëli's vallen onder het civiele recht; Palestijnse inwoners van de Westoever of van elders worden door de militaire rechtbank berecht.
Sinds begin 1980er jaren worden Israëlische inwoners (illegale kolonisten) door een civiele rechtbank berecht. Critici veroordelen dit systeem van onderscheiden berechting als Israëlische apartheid.

## Militaire rechtbanken
Op de Ofer-basis zijn vijf militaire rechtbanken gevestigd:
- Judea Court: Een van de twee primaire militaire rechtbanken op de Westoever, de andere is Samaria Court, dat op de Salem-basis is gevestigd, eveneens in het noorden van de Westoever.
- Military Court of Appeals, voor beroepszaken
- Military Court for Administrative Detention, voor veroordelingen voor administratieve detentie
- Military Court of Appeals regarding Administrative Detention, voor beroepszaken betreffende administratie detentie
- Sinds 2009 is er ook een militaire rechtbank voor jeugdigen.

Alleen Palestijnse inwoners van de Westoever of van elders worden door de militaire rechtbank berecht. Sinds begin 1980er jaren worden Israëlische inwoners  (illegale kolonisten) door een civiele rechtbank berecht. Critici veroordelen dit systeem van onderscheiden berechting als Israëlische apartheid.
Tot 2005 waren er ook militaire rechtbanken in de Gazastrook, maar na de Israëlische terugtrekking werden deze verplaatst naar de Westoever.

## Administratieve detentie
Israël kan elke Palestijn zonder aanklacht of proces in detentie nemen. Het bevel ertoe is gebaseerd op 'geheim bewijs' waartoe zelfs advocaten of de beschuldigde zelf geen toegang heeft. Administratieve detentie is elke 3-6 maanden hernieuwbaar. In veel gevallen zijn sommige Palestijnen zonder aanklacht of proces voor jaren achter de tralies opgesloten

### Palestijnse politici
In 2008 verbleven er ongeveer 1100 gevangenen in de Ofer gevangenis, waarvan ongeveer 150 in tenten waren ondergebracht. In deze militaire gevangenis zitten behalve veroordeelden ook vele gedetineerden (voornamelijk Palestijnen) in zogenoemde administratieve detentie, gevangenzetting zonder enige vorm van proces. Hieronder vallen ook Palestijnse parlementariërs en gewezen politieke leiders, onder wie Khalida Jarrar en Marwan Barghouti. en journalisten. 
De Ofergevangenis is berucht vanwege het gedocumenteerde wijdverbreide mishandelen en martelen van de daar gedetineerde Palestijnen,
Op 17 april 2017 begon Marwan Barghouti, een hongerstaking waaraan door honderden Palestijnse gevangenen in diverse Israëlische gevangenissen werd meegedaan. Zij protesteerden hiermee tegen de willekeurige arrestaties en onmenselijke behandeling van Palestijnen in gevangenschap. Barghouti werd de dag erna in eenzame opsluiting geplaatst, volgens de Israëlische gevangenisdienst om te proberen de hongerstaking te breken. Buiten de gevangenis organiseerden Israëlische activisten een barbecue-party, met het doel dat de hongerstakers het zouden ruiken en het 's avonds op televisie zouden zien. Ook militairen namen eraan deel.. 

### Kindgevangenen
Terwijl binnen het strafrecht de leeftijd voor Israëlische kinderen 14-18 jaar is en zij onder de civiele rechtsprocedure vallen, is die voor Palestijnse kinderen 12-16 jaar en vallen zij onder het Israëlische militaire systeem. Ook de lengte van de detentie van voor en na het verhoor is verschillend. Bij hun arrestatie en tijdens hun behandeling worden veel kinderrechten geschonden:
- Verhoor

In december 2010 bezochten vertegenwoordigers van de Labour Party de Ofer-militaire rechtbank en brachten verslag uit in een parlementair debat. Ze waren geschokt over de manier waarop deze rechtbank verhoren bij kinderen afnam. De kinderen, meest beschuldigd van het gooien van stenen, werden geboeid aan handen en voeten de rechtszaal binnen gebracht, 69 van de 100 kinderen vertelden door soldaten geslagen en geschopt te zijn bij hun arrestatie. 
En dat de kinderen, of ze nou wel of niets hadden gedaan, eigenlijk beter schuld konden bekennen, omdat ze anders vele malen langer vast bleven zitten dan een eventuele straf. Ze merkten op dat de behandeling van kinderen in deze gevangenis in strijd is met het Internationaal Verdrag inzake de rechten van het kind (met name art.40).
- Onderwijs

Op 20 maart 2013 drongen Defence for Children International-Palestine en Adalah er met een gezamenlijke brief aan Israëls Gevangenisdienst (IPS) op aan om te stoppen met de schending van het recht op onderwijs van opgesloten Palestijnse kinderen, wat in Ofer 94 kinderen betrof.
De kinderen worden door ondervragers mishandeld, misbruikt en vernederd door middel van fysieke en psychologische marteltechnieken. Volgens de Palestijnse mensenrechtenorganisatie Addameer worden er doorgaans 185 Palestijnse kinderen in Israëlische gevangenissen vastgehouden, van wie 24 onder de 16 jaar.
In 2015 waren er zo'n 100 kinderen onder de gedetineerde Palestijnen.
- Boetes

In mei 2016 werden aan Palestijnse kinderen boetes opgelegd van 88,000 NIS (ongeveer $22,000 USD). Er werden 48 kinderen veroordeeld tot celstraffen van tussen de drie maanden en vijf jaar. 
- Familiebezoek

Er werden in mei 183 kinderen in de Ofer gevangenis vastgehouden; van 28 kinderen werd familiebezoek geweigerd, van wie 14 sinds hun arrestatie. Van 14 kinderen werd de hun familie de toestemming plotseling ingetrokken of gecanceld wanneer ze bij de bezoekerscontrolepost  arriveerden, om 'veiligheidsredenen'.
- Overplaatsing (naar Israël)

De Palestijnse Gevangenen Organisatie (PPS) meldde dat 34 Palestijnse kinderen op 13 januari 2020 door de Israëlische Gevangenisdienst (IPS) vanuit de Ofer-militaire kamp-gevangenis bij Ramallah overgeplaatst waren naar de Damon-gevangenis (bij Haifa) in Israël, zonder medeweten van een van hun verzorgers.

### Gaza-oorlog van 2023-2025
Tijdens de Gaza-oorlog van 2023-2025 vanaf 7 oktober 2023 werd Ofer, net als het  Anatot-gevangenenkamp bij Oost-Jeruzalem en het Sede Teiman-gevangenenkamp in de Negev omgebouwd voor de gijzeling van grote aantallen uit Gaza weggevoerde Palestijnen. Er werd voor hen een speciale afdeling ingericht, door de autoriteiten officieel "Al-Khazna" genaamd, wat 'De schatkamer' betekent. Deze naam verwijst naar de geïsoleerde en geheime ligging.,p.15

#### Palestijnse gevangenen uit Gaza
In juni 2024 werden zo'n 700 Palestijnen van Sede Teiman naar Ofer verplaatst, na naar buiten gekomen berichten van systematische mishandeling en marteling. Ook over de Ofer-gevangenis verschenen rapporten over systematische mishandeling en marteling. In Ofer was het voedsel zeer slecht. Er werd onder meer een dieet toegepast van louter chocolade en jam, leidend tot urineweg-infecties. Er zijn camera's in de cellen opgehangen waarmee onderlinge gesprekken worden gevolgd en de matrassen werden weggehaald zodat ze op de grond moesten slapen. Er waren speciale teams om de gedetineerden wekelijks enkele dagen te mishandelen. Ze werden met stokken geslagen en bedreigd met afgerichte politiehonden. Medische verzorging of behandeling ontbrak.,p.15-16

### Gevangen hulpverleners uit Gaza

##### Dood van dokter Adnan al-Bursh
In november 2023 was de orthopedisch chirurg Adnan al-Bursh nog werkzaam als afdelingshoofd in het Al-Shifa Hospital in Noord-Gaza. Na bombardering, belegering en ontruiming door het Israëlische bezettingsleger ging hij naar het Indonesian Hospital in Beit Lahia. Na de belegering en gedeeltelijke vernietiging van ook dit ziekenhuis vertrok hij naar het Al-Awda Hospital in Noord-Gaza. Op 18 december werd hij na een belegering van twee weken bij een inval door het leger, samen met andere dokters en medisch personeel in gijzeling genomen en weggevoerd naar Israël. Vier maanden later overleed hij daar in gevangenschap. Volgens de IDF was hij op 19 december naar de Kishon veiligheidsgevangenis bij Haifa gebracht. Nog dezelfde dag werd hij naar de martelgevangenis Sede Teiman getransporteerd voor ondervraging door de Shin Bet. De IDF verklaarde dat hij op 20 december van Sede Teiman was doorgezonden naar een IPS-faciliteit.
Mede-gevangenen getuigden later, dat zij hem in Sede Teiman bij Beer Sheva hadden gezien en kennelijk hevig was gemarteld en uitgehongerd. Pas na een uitspraak van een rechtbank wilde Israël het lichaam vrijgeven voor een autopsie. Op zijn lichaam werden naar verluidt sporen van marteling aangetroffen. Al-Bursh werd volgens Sky News in april 2024 naar de Ofer-gevangenis gebracht, hevig mishandeld en met naakt onderlichaam. De bewakers gooiden hem minuten voor zijn dood, 19 april, zonder enige medische behandeling op het binnenhof van Ofer. De autoriteiten weigerden nadere uitleg over de omstandigheden. Februari 2025 was nog altijd onbekend waar het lichaam zich bevond.
De chirurg Khaled Al Serr, die werkzaam was in het Nasser Hospital en zelf zes maanden was gedetineerd, beschreef soortgelijke ervaringen. Hij vertelde dat, na van Sede Teiman naar Ofer te zijn overgebracht, de vernederingen daar doorgingen, met gebrek aan voedsel en medische behandeling.

##### Dokter Hussam Abu Safiya
Eind december 2024 werd ziekenhuisdirecteur Hussam Abu Safiya van het Kamal Adwan Hospital, een van de drie ziekenhuizen in het noorden van Gaza, samen met tientallen stafleden door het IDF in het ziekenhuis gearresteerd, te midden van bombardementen. Tegelijkertijd werden 240 Palestijnen in gebouwen van het ziekenhuis gevangen genomen en veel medisch personeel gedood. Het IDF beweerde dat hij verdacht werd werkzaam te zijn in de anti-tank- en techniekafdeling van Hamas. Kort daarvoor vrijgelaten gevangenen vertelden dat hij was overgebracht naar de Sede Teimangevangenis. Amnesty International riep Israël op hem onmiddellijk en onvoorwaardelijk vrij te laten. Aanvankelijk beweerde de IDF hem dat er geen indicatie was van een arrestatie. maar daar kwam de IDF later op terug als "menselijke vergissing". Euro-Med Monitor heeft getuigenissen verzameld die bevestigen dat Israëlische soldaten Abu Safiya fysiek geweld aandeden kort nadat hij het hospitaal verliet, en riep op tot internationale interventie. Hij verbleef ook vijfentwintig dagen in cellen van de Ofer-gevangenis. Zijn advocaat vertelde in een tv-interview dat zij de arts drie keer had kunnen bezoeken, elke keer moeilijker dan de vorige. Wat ze hoorde was ongelooflijk schokkend. "Palestijnse gevangenen worden gedwongen handelingen te ondergaan die wereldwijd moreel verwerpelijk zijn". Abu Safiya was een dag voor haar bezoek met een metalen buis op zijn hoofd geslagen. Zijn gezondheid is erg slecht.
Rapporten over marteling, geweld en psychologisch misbruik van medische hulpverleners zijn door de Verenigde Naties geverifieerd en gepubliceerd in rapporten van onder meer HWW, Human Rights Watch, en Physicians for Human Rights Israel.